# NGC 984
NGC 984 је лентикуларна галаксија у сазвежђу Ован која се налази на NGC листи објеката дубоког неба.
Деклинација објекта је + 23° 24' 49" а ректасцензија 2h 34m 43,0s. Привидна величина (магнитуда) објекта NGC 984 износи 13,6 а фотографска магнитуда 14,5. NGC 984 је још познат и под ознакама UGC 2059, MCG 4-7-12, CGCG 484-10, 5ZW 257, NPM1G +23.0074, PGC 9819.